# ناصری (شادگان)
ناصری (شادگان)، روستایی از توابع بخش خنافره شهرستان شادگان در استان خوزستان ایران است.

## جمعیت
این روستا در دهستان ناصری قرار دارد و براساس سرشماری مرکز آمار ایران در سال ۱۳۸۵، جمعیت آن ۱٬۴۲۶ نفر (۲۲۶خانوار) بوده‌است.